# Leaves Turn Inside You
Leaves Turn Inside You, to ostatni, podwójny album zespołu Unwound nagrany i wydany przed rozpadem w 2002 roku. Jego brzmienie było sporym zaskoczeniem dla fanów, ponieważ zespół porzucił agresywniejsze gitarowe granie na rzecz sennych, wolno rozwijających się kompozycji. Zespół sam wyprodukował ten album, spędzając rok na szlifowaniu jego brzmienia we własnym studiu, założonym w domu gitarzysty i wokalisty Justina Trospera. W utworze „Radio Gra” wykorzystano sample z kasety Mówimy po Polsku do nauki polskiego. Okładka albumu jest cała czarna, z nawą zespołu naniesioną bezbarwnym lakierem, przez co widoczną jedynie „pod światło”. Nagrania rozbito na dwie 35-minutowe płyty, zamiast wydawać wszystko na jednym CD. Ponumerowano je 2 i 3, co można odebrać jako żart albo sugestię, że płytą numer 1 było Challenge for a Civilized Society wydane w 1998 roku.
Płyta została bardzo dobrze przyjęta przez krytyków i doczekała się wielu wyróżnień, głównie przez magazyny internetowe takie jak Pitchfork (98. miejsce na liście „The Top 100 Albums of 2000-04”) czy polski Porcys (19. miejsce na liście „100 płyt 2000–2009”).

## Lista utworów

### CD1
1. „We Invent You”  – 4:06
2. „Look a Ghost”  – 3:04
3. „December”  – 4:03
4. „Treachery”  – 4:17
5. „Terminus”  – 9:40
6. „Demons Sing Love Songs”  – 4:03
7. „Off This Century”  – 5:30

### CD2
1. „One Lick Less”  – 5:36
2. „Scarlette”  – 4:44
3. „October All Over”  – 4:59
4. „Summer Freeze”  – 5:36
5. „Radio Gra”  – 5:56
6. „Below the Salt”  – 10:39
7. „Who Cares”  – 2:25